# Remorque de tubes d'hydrogène comprimé

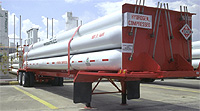
Remorque de tube d'hydrogène comprimé

Les remorques de tubes d'hydrogène sont des semi-remorques composées de 4 à 36 réservoirs d'hydrogène sous haute pression en grappe dont la longueur varie de 6,1 mètres pour les petits tubes jusqu'à 16,15 mètres. Ils sont une composante de l'autoroute de l'hydrogène  et précèdent généralement une station hydrogène locale.

## Les types

### Remorque tubulaire modulaire
Les remorques tubulaires plus anciennes en acier (type I) transportent généralement environ 100 kilos par charge, tandis que les nouvelles remorques composites plus efficaces (type IV) en fibre de carbone permettent de transporter jusqu'à 1 000 kilos par charge.  

### Remorque intermédiaire
Les tubes intermédiaires sont assemblés en bancs de 5 tubes d'une longueur d'environ 5 et 11 mètres et fournissent un stockage mobile ou fixe. 

### Remorque à tubes géants
Une remorque avec 10 tubes et un châssis de 13 mètres environ, fonctionnant avec des pressions supérieures à 220 bars. 

### Remorques à tubes composites
À partir de 2012, le Département américain des transports (DOT) a commencé à attribuer des permis spéciaux (SP) à différents fabricants pour produire des remorques à hydrogène de type IV aux États-Unis. Les États-Unis sont actuellement le leader de la fabrication de réservoirs composites.
En février 2018, CATEC Gases a obtenu la certification DOT pour produire une remorque à tubes de 1 000 kilos d'hydrogène de 53 pieds fonctionnant à 275 bars.

## Sources et références
1. ↑  Stationary storage